# Eyba
Eyba ist eine Ortslage im Ortsteil Saalfelder Höhe der Stadt Saalfeld/Saale im Landkreis Saalfeld-Rudolstadt in Thüringen.

## Geografie
Eyba liegt südlich der Kreisstadt Saalfeld auf der Saalfelder Höhe etwa bei 550 Metern über NN und wird von 170 Bürgern bewohnt. Die landwirtschaftlich bewirtschaftete Hochfläche um den Ort liegt an der Ostabdachung des Thüringer Schiefergebirges am Übergang zum Südostthüringer Schiefergebirge.

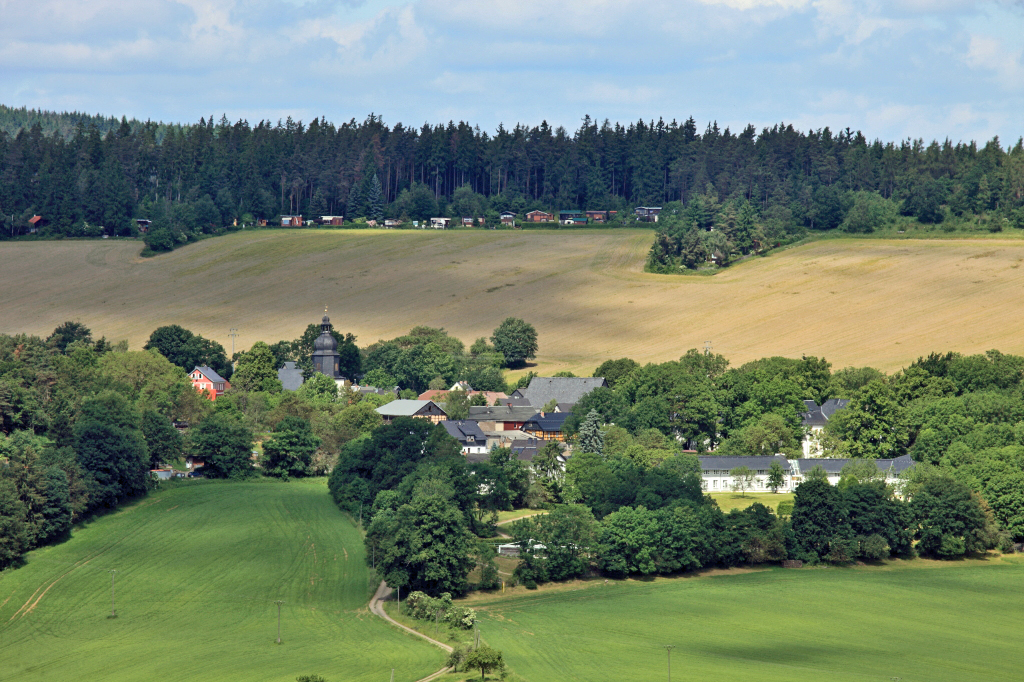
Fernblick auf Eyba

## Geschichte
Nach der allgemeinen Besiedlungsgeschichte lassen sich Vermutungen, ein Herrensitz habe bereits im 9. oder 10. Jahrhundert existiert, eher verneinen. Die Herren von Könitz, deren Stammsitz die Burg Könitz war, dürften jedoch die Gründer des Siedelhofes und des Dorfes Eyba gewesen sein. Obwohl Mitglieder dieses Geschlechts in Urkunden des 11. bis 13. Jahrhunderts des Öfteren als Beteiligte oder Zeugen auftreten, lassen sich keine Rückschlüsse auf ihre Wohnsitze, zumal auf Eyba, ziehen. Gleichwohl darf man das 12. Jahrhundert als Gründungszeitraum in Betracht ziehen, denn einige Stilelemente der Marienkirche zu Eyba lassen auf Bautätigkeit schon zu dieser Zeit schließen. Als 1719/20 die Kirche neu erbaut wurde, blieben nämlich Teile des alten Kirchleins erhalten, darunter das romanische Rundbogenfenster und die Sakramentsnische im Altarraum. Am 14. Februar 1332 wurde der Ort erstmals urkundlich genannt und archiviert. Eine andere Quelle datiert die erste urkundliche Erwähnung auf 1348: Albrecht von Könitz hat einen Streit mit einem Herrn Rüdiger: „… das ist die Voyteye zu Ywe, das Gut zue Arnoldisgereute zu Wicindorf zu Volcmanstorf unde was von deme vorgenannten Herrn zue Lene geht, das Heinrichs von Beulwitz gewest ist …“.

### Schloss und Grundherren
Nach den Herren von Könitz sind später mehrere feudale Geschlechter Eigner gewesen. In friedlichen Zeiten war die Handelsstraße stets ein Gewinn. Sie wirkte negativ auf das Dorf und Umland, wenn kriegerische Handlungen in Gange waren. Die Herren von Könitz waren Lehensleute der Grafen von Schwarzburg. Auf Eyba saßen 1414 Heinrich von Könitz und seine Gemahlin Käthe. Die wahrscheinlich kinderlosen Eheleute verkauften ihren Besitz 1420/21 an ihre Verwandten, das Brüderpaar Hartmann II. und Jürgen von Könitz zu Kaulsdorf. 1435 teilten diese ihren Besitz, zu dem neben Kaulsdorf und Eyba unter anderem auch Lichtentanne gehörte. Zu dieser Zeit war Eyba eine Wüstung. 1442 saß Jürgen, auch Georg oder Jörg genannt, zu „Ywe“, das ihm bei der Teilung zugefallen war. Ihm gehörte nun auch das Vorwerk Wickersdorf, das in dem „Teilungszettel“ damit erstmals genannt wird, offenbar aber auch wüst lag. Jürgen dürfte Eyba neu besiedelt haben und kann somit als dessen zweiter Gründer gelten. Nach seinem Tode wurde 1454 sein Sohn Michel von Könitz mit Eyba belehnt und auf diesen folgte 1489 dessen Sohn Hartmann III. Er war wegen seines Besitzes in Saalfelder Stiftsdörfern auch Vasall der Benediktinerabtei Saalfeld, wo er das Amt des Vorsitzenden des Lehengerichtshofes bekleidete. 1499 kaufte er von Ulfrich zu Schweinbach das Dorf Knobelsdorf und gewann dadurch weitere Fronuntertanen für sein Gut. Noch bis 1915 wurde in Eyba das große Sprachrohr aufbewahrt, mit welchem einst die Knobelsdorfer Anspänner 2,5 Kilometer über das Gißratal hinweg von einem Fenster des Schlosses aus zur Frone gerufen wurden. Das kinderlose Ehepaar Harmann III. und Elisabeth stiftete 1513 eine Kapelle an der Franziskanerkirche zu Saalfeld. Als Hartmann III. starb, erbte den Besitz Peter I. zu Lichtentanne, und nach dessen Tod wurde 1552 sein Sohn Peter II. mit Eyba belehnt. Mitbelehner war sein Bruder Hartmann IV.

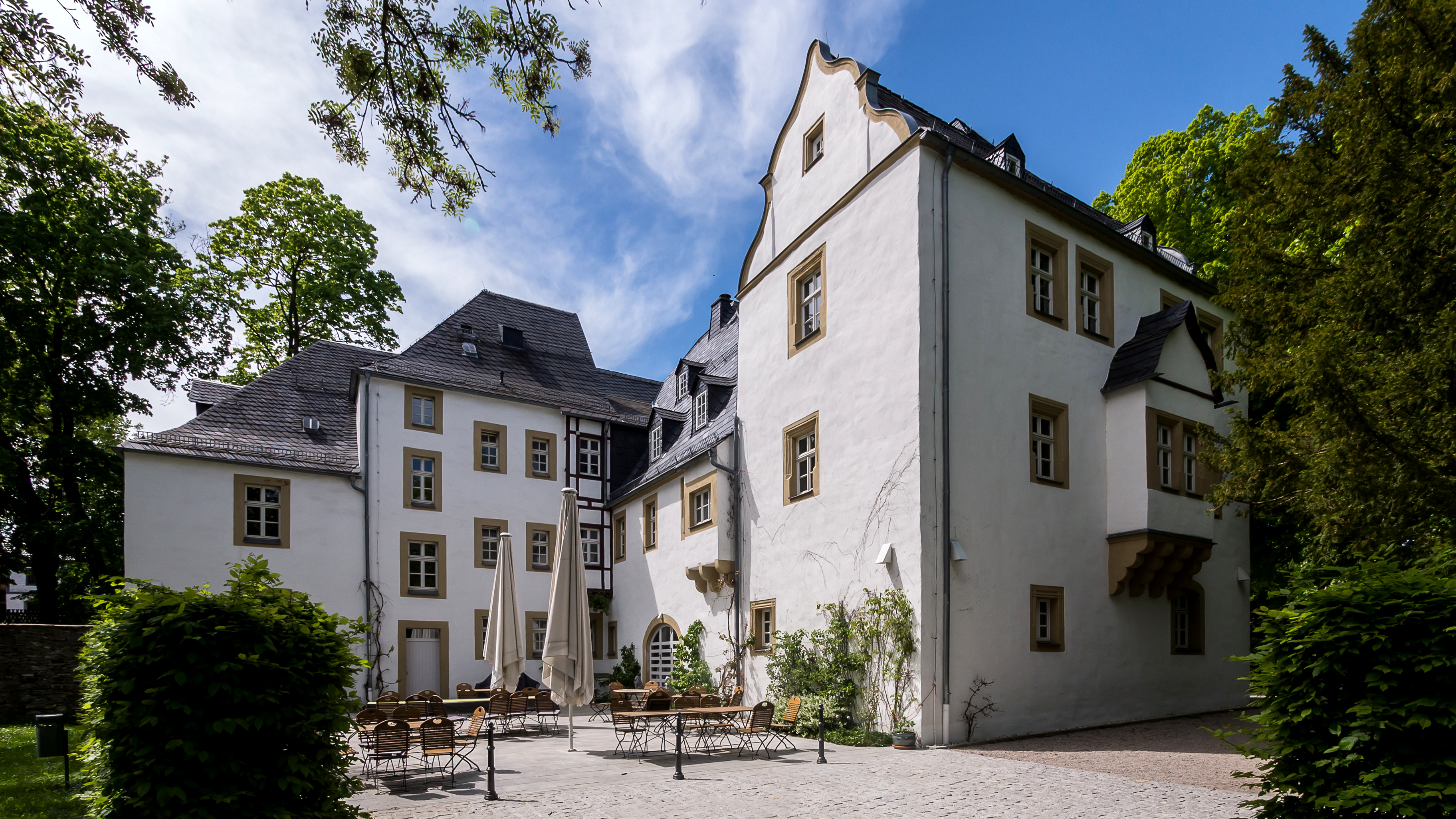
Schloss Eyba

1553–1555 ließen sie auf den Grundmauern des alten Siedelhofes in Eyba ein neues Schloss erbauen, das in seinen wesentlichen Teilen bis heute besteht.
Peter II. starb 1558. Sein Erbe fiel seinem Bruder Hartmann IV. zu. Damit war nun der gesamte könitzsche Besitz in einer Hand. Um 1569 zog Hartmann IV. nach Eyba und gab das Gut Lichtentanne auf. Er errichtete 1569 in Eyba eine Pfarrstelle. Die Kirche hatte bis dahin als Filial zu Hoheneiche gehört.
Die Eybaer Erbfolge trat 1621, nach dem Tode Veit Ulrichs I., eines Sohnes von Hartmann IV., dessen Sohn Hans Adam an. In die Zeit seiner Herrschaft fällt eines der schrecklichsten Kapitel der Eybaer Geschichte, der Dreißigjährige Krieg. War in friedlichen Zeiten Eybas Lage an der alten Handelsstraße Leipzig-Nürnberg ein Segen, so gereichte sie bei Kriegszeiten dem Dorfe zum Fluch. Kaum ein anderer Ort der Saalfelder Höhe hat so unter Plünderung, Gewalt, Mord und verheerender Seuche gelitten. Die meisten Truppenbewegungen zwischen Saalfeld und Gräfenthal, die uns überliefert sind, führten über Eyba. Freund und Feind unterschieden sich dabei in ihrem rücksichtslosen und brutalen Verhalten nicht.
Im Jahre 1638 wütete in Eyba die Pest, und der weitaus größte Teil der Einwohner fiel ihr zum Opfer. Die Überlieferung, es seien schließlich nur zwei Menschen übrig geblieben, ist zwar durch die Geschichtsforschung widerlegt, jedoch ist die Tatsache des Massensterbens an sich bewiesen und sogar archäologisch nachweisbar. So berichtet die Müller-Steinersche Chronik: „1868 sind zwei Leichen in das alte genannte Pestloch, welches sonst außerdem Kirchhofe war, jetzt im neuen Friedhofe, (begraben worden)“ und weiter „da waren doch die Gebeine, die kreuzweis und eine Elle hoch lagen, 1868 noch nicht verfault.“ Die letztere Feststellung hat sich auch im 20. Jahrhundert beim Ausheben von Gräbern mehrmals bestätigt. Die wenigen Einwohner, die nach dem Erlöschen der Seuche aus ihren Zufluchtsstätten zurückkehrten, waren hier ihrer Lebensgrundlagen weitgehend beraubt. Doch der Wiederaufstieg ging schneller, als man glauben mag. Hans Adams Sohn, Bernhard Alexander, setzte alles daran, freilich auch im ureigensten Interesse, das Dorf wieder zu besiedeln. Schon 1653 waren nur noch zwei Bauerngüter unbesetzt, wie uns der große Fronrezess von 1653 beweist.
Ein Neffe des Bernhard Alexander, Johann Ernst von Könitz, erbte 1681 den Besitz. Er verkaufte den Kaulsdorfer Grundbesitz an seinen dortigen Schwager und erwarb wieder Knobelsdorf, das bei einer Erbteilung seinem Bruder Hans Dietrich zugefallen war. Unter Johann Ernst erlebte Eyba eine gewisse Blütezeit. Er veranlasste 1686, allerdings erst nach etlichen Aufforderungen der gräflichen Behörden, die Errichtung einer Schulstelle, nachdem bereits seit 1665 der Pfarrer Andreas Bock die Kinder „aus freien Stücken“ in einer Winterschule unterrichtet hatte. Der edeldenkende Gottesmann tat dies, obwohl die 41 Jahre seines Pastorats von einem fortwährenden Kampf mit seinem Patronatsherren um eine Besserung seiner Besoldung geprägt waren.
Johann Ernst veranlasste 1719/20 auch den Kirchenbau auf den Resten einer Vorgängerkirche. An der nördlichen Seite wurde für die Herrschaft ein neues Erbbegräbnis angebaut, da die Krypta unter der Kirche längst überfüllt war.
Zwei Enkel des Johann Ernst von Könitz teilten 1740 den Besitz. Johann Adam Friedrich übernahm den sächsischen Teil, d. h. in der Hauptsache Wickersdorf, sein Bruder Anton Ludwig Carl bekam den schwarzburgischen, also Eyba und Knobelsdorf. Dieser letzte Herr war an Streitsucht, Adelsstolz und zugleich wirtschaftlicher Untüchtigkeit kaum zu übertreffen. Die Schuldenlast wuchs so, dass das Rittergut Eyba verkauft werden musste. Anton Ludwig Carl starb 1791 zu Saalfeld in kärglichen Verhältnissen. Über die schweren Jahre des Siebenjährigen Krieges (1756–1763) und das, was das Dorf auszustehen hatte, berichtet uns der damalige Eybaer Pfarrer Mahlis mit seiner Niederschrift im Kirchenbuch. Einquartierungen, Plünderungen, Kontributionen und mutwilliges Zerstören trieben die Bauern und Kleinhäusler an den Rand des Ruins. 500, 600, ja sogar bis zu 1000 Mann Kriegsvolk lagerten gleichzeitig tage- und wochenlang in Eyba und mussten verpflegt werden. Zu allem Unglück vernichtete ein Großbrand am 23. April 1762 acht Gehöfte.
1719/20 wurde die Kirche St. Marien neu gebaut. Wann die Vorgängerkirche errichtet wurde, ist auch unbekannt. 1881 erhielt die Kirche eine Orgel aus der Werkstatt von Carl Lösche aus Rudolstadt.
Das Rittergut kaufte 1781 der Sachsen-Hildburghausener Hofmarschall und Geheimrat Carl Friedrich von Stocmeier. Diese Familie war bei ihren Eybaer Untertanen geachtet, ließ sie doch Milde und menschliche Zuwendung walten, sehr zum Unterschied zu den könitzschen Vorgängern. Die Legende von der gütigen Familie, insbesondere der Gemahlin des Geheimrates, Isabell von Stocmeier, und der Tochter Caroline, lebte unter den Eybaern in der mündlichen Überlieferung noch bis ins 20. Jahrhundert fort. Es muss eine beschauliche Zeit gewesen sein, in der die Eybaer die nichtsdestoweniger fortbestehenden Lehns-, Zins- und Fronlasten ohne zu murren ertrugen. Das änderte sich schnell, als 1803 die einzige Tochter der Stocmeiers den aus Liebenstein stammenden Sachsen-Meiningischen Kammerherrn Adolf von Fischern ehelichte. Kompromisslos verstärkte dieser wieder den Druck auf die Dorfleute, die sich aber längst nicht mehr alles gefallen ließen. Inzwischen hatte 1806 Napoleons die Lande mit Krieg überzogen, und auch die Saalfelder Höhe musste wieder schlimme Nöte und Ängste ertragen, ganz zu schweigen von den wirtschaftlichen Folgen. Es machte keinen Unterschied, ob die durchziehenden Truppen auf der Handelsstraße Franzosen oder Preußen, Bayern oder Russen waren. Auch der Schlossherr kam nicht ungeschoren davon, wenn vornehmlich Offiziere sich im Schloss einquartierten. Caroline von Fischern starb 1849, ihr Mann 1861. Um das Erbe des kinderlosen Paares stritt sich jahrelang eine ganze Schar von Verwandten.
Adolf von Fischern bekam bei seinem Hinscheiden in der Müller-Steinerschen Bauernchronik schlechte Noten. Nicht verwunderlich, hatte er sich doch mit seinen ewigen Streitereien und dem Beharren auf Feudalrechten, deren Niedergang er während seiner Regentschaft ziemlich machtlos zusehen musste, genügend Gegner geschaffen. Nachdem bereits 1825 die Anspännerfrone nach Erlegung hoher Ablösesummen durch die Bauern an den Gutsherren gefallen war, musste er unter dem Eindruck der 1848er Ereignisse den entschädigungslosen Wegfall der Handfrone akzeptieren. Schließlich kam es 1856 auch zur Ablösung der Lehen- und Zinsverpflichtungen der Bauern.
1897 hatten die von Fischern auf Eyba abgewirtschaftet. Das Rittergut erwarb der schwarzburg-rudolstädtische Staat. Durch einen großangelegten Grundstückstausch zwischen dem Rittergut und den Bauern des Dorfes gelang es fürstlichen Beamten, zwei zusammenhängende staatliche Waldbezirke zu bilden, den Waldbezirk Schwarzer Berg und den Waldbezirk Mühlberg/Goldberg, eben die Grundstücksflächen, die in den Jahren 1945/46 wieder in den Blickpunkt des Interesses rückten und im Zuge der Bodenreform an landarme und landlose Bauern in Eyba, Arnsgereuth und Reschwitz aufgeteilt wurden. Das Schloss und der Herrengarten gelangten erst 1910 wieder in Privathand. Bis 1918 gehörte der Ort zur Oberherrschaft des Fürstentums Schwarzburg-Rudolstadt. Er war die westlichste Ecke des Leutenberger Gebiets.
Das Rittergut und das Schloss standen immer im Mittelpunkt der gesellschaftlichen Entwicklung, auch 1945/46, als man das Gut und den Wald an Umsiedler und landarme Bauern aufteilte. Diese gingen dann etwas später den Weg der ostdeutschen Landwirtschaft bis in die heutige Zeit.

### Fernmeldeturm
In der zweiten Hälfte der 1950er Jahre wurde ca. 1 km nord-nord-ost von Eyba auf der Saalfelder Höhe ein Fernmeldeturm errichtet. Er blieb bis zum Ende der DDR für die im Umkreis lebenden Bürger ein Geheimnis. Streng bewacht von bewaffneten Angehörigen der Deutschen Volkspolizei und betreten von technischem Personal in Zivilkleidung ließ er ein Objekt des Ministeriums für Staatssicherheit vermuten. Es war eine bemannte Relaisstation mit der Kennung 10A2 des Richtfunknetzes der Partei im Bezirk Gera. Das Netz wurde in den 1950er Jahren Flächen deckend über die DDR errichtet. Im Netz wurden Fernsprech- und Fernschreibverbindungen betrieben. Der Turm sicherte die Verbindungen vom Zentralkomitee der Partei zu den Bezirks- und Kreisleitungen. Mit dem Eintritt der NVA in das Netz wurden die Bezirkseinsatzleitung des Bezirkes und mehrere Sonderobjekte der NVA versorgt.